# Itzenplitzer Weiher
Der Itzenplitzer Weiher ist ein Weiher im Naherholungsraum Itzenplitz in Schiffweiler, Saarland. Er ist der größte See im Landkreis Neunkirchen.

## Lage
Der Weiher liegt am südlichen Ende des Ortsteils Heiligenwald und ist von Wald umgeben.

## Geschichte
Der Weiher wurde als Wasserreservoir der Grube Itzenplitz 1878–1879 aufgestaut zum Betrieb der damaligen Dampfmaschinen. Auch Grubenwässer wurden hierhin abgeleitet. 1908 wurde das Pumpenhaus errichtet.
Ab Anfang der 1960er Jahre wurde die Grube stillgelegt und nur noch als Nebenanlage betrieben. In den 1990er Jahren wurde auch diese geschlossen und das Areal zu einem Naherholungsgebiet umgestaltet.

## Freizeitmöglichkeiten
Am Weiher kann geangelt werden, das Baden ist jedoch verboten.